# Olympische Winterspiele 1972/Teilnehmer (Liechtenstein)
| Gelbes Symbol für Goldmedaillen mit stilisierten Olympischen Ringen | Graues Symbol für Silbermedaillen mit stilisierten Olympischen Ringen | Braundes Symbol für Bronzemedaillen mit stilisierten Olympischen Ringen |
| ------------------------------------------------------------------- | --------------------------------------------------------------------- | ----------------------------------------------------------------------- |
| —                                                                   | —                                                                     | —                                                                       |

Liechtenstein nahm an den Olympischen Winterspielen 1972 im japanischen Sapporo mit einem Rodler, zwei alpinen Schifahrern und einer alpinen Schifahrerin teil.
Seit 1936 war es die siebte Teilnahme Liechtensteins an Olympischen Winterspielen.

## Teilnehmer

### Rodeln
- Werner Sele
Einsitzer Männer: 39. Platz

### Ski Alpin
- Martha Bühler
Abfahrt, Frauen: 10. Platz
Riesenslalom, Frauen: 10. Platz
Slalom, Frauen: 18. Platz

- Willi Frommelt
Abfahrt, Männer: 30. Platz
Riesenslalom, Männer: 22. Platz
Slalom, Männer: Ausgeschieden

- Herbert Marxer
Abfahrt, Männer: 26. Platz
Riesenslalom, Männer: 24. Platz
Slalom, Männer: Nicht für Finallauf qualifiziert